# Драй-Форк
Драй-Форк (англ. Dry Fork) — река на востоке штата Западная Виргиния, США. Левая составляющая реки Блэк-Форк, которая в свою очередь является одной из составляющих реки Чит. Длина реки составляет около 62,9 км. Средний расход воды в районе города Хендрикс — 21 м³/с. На большей части своего течения протекает через территорию национального леса Мононгахила. Берёт начало между горными хребтами Рич-Маунтинс и Литл-Мидл-Маунтинс, на востоке округа Рандольф и течёт в северном и северо-восточном направлениях. Протекает через город Харман, пересекает границу с округом Такер, где поворачивает на северо-запад. У города Хендрикс сливается с рекой Блэкуотер, образуя реку Блэк-Форк. У города Ганди принимает приток Ганди-Крик; в нижнем течении принимает притоки Лорел-Форк и Глейди-Форк.